# Périgueux
Périgueux (wymowaⓘ) – miejscowość i gmina we Francji, w regionie Nowa Akwitania, w departamencie Dordogne, położona w krainie historycznej Périgord.
Według danych na rok 1990 gminę zamieszkiwało 30 280 osób, a gęstość zaludnienia wynosiła 3084 osób/km² (wśród 2290 gmin Akwitanii Périgueux plasuje się na 9. miejscu pod względem liczby ludności, natomiast pod względem powierzchni na miejscu 1072.).

## Zabytki i atrakcje turystyczne
- kościół St-Front – wybudowany na planie krzyża greckiego, przekryty pięcioma kopułami. Został zbudowany w miejscu wcześniejszego, mniejszego kościoła zniszczonego przez pożar w 1120[1] roku. Takie centralne budowle, charakterystyczne dla budowli rzymskich i bizantyjskich, były w ówczesnej Europie rzadkością. Ten kościół wzorowany[1] był na bazylice św. Marka w Wenecji
- Muzeum Archeologiczne (fr. Musée du Périgord) – eksponujące między innymi rzymskiej mozaiki
- Muzeum Militarne (fr. Musée Militaire) – z kolekcją broni białej i palnej od średniowiecza do II wojny światowej

## Miasta partnerskie
- Amberg, Niemcy